# ولتر
وُلتِر (به فرانسه: Voltaire /voʊlˈtɛər) (زادهٔ ۲۱ نوامبر ۱۶۹۴ – درگذشتهٔ ۳۰ مه ۱۷۷۸) از نامدارترین فیلسوفان و نویسندگان فرانسوی عصر روشنگری است. شهرتش به‌سبب هوش شگفت‌انگیز، مخالفت‌ با کلیسای کاتولیک، حمایت از آزادی مذهب، آزادی بیان، جدایی دین از سیاست، و شجاعت در بی‌پرده نظر دادن است. ولتر در همه سبک‌های ادبی و نوشتاری از جمله نمایش‌نامه، شعر، رمان، مقاله و نوشته‌های تاریخی و علمی دست داشت. او بیش از بیست هزار نامه و بیش از دو هزار کتاب و کتابچه نوشت. او مانند بسیاری از اندیشمندان عصر روشنگری دادارباور بود و در آثارش اغلب به نقد مدارا نکردن، تعصب مذهبی و ساختار قدرت در فرانسهٔ عصرش می‌پرداخت.

## زندگی

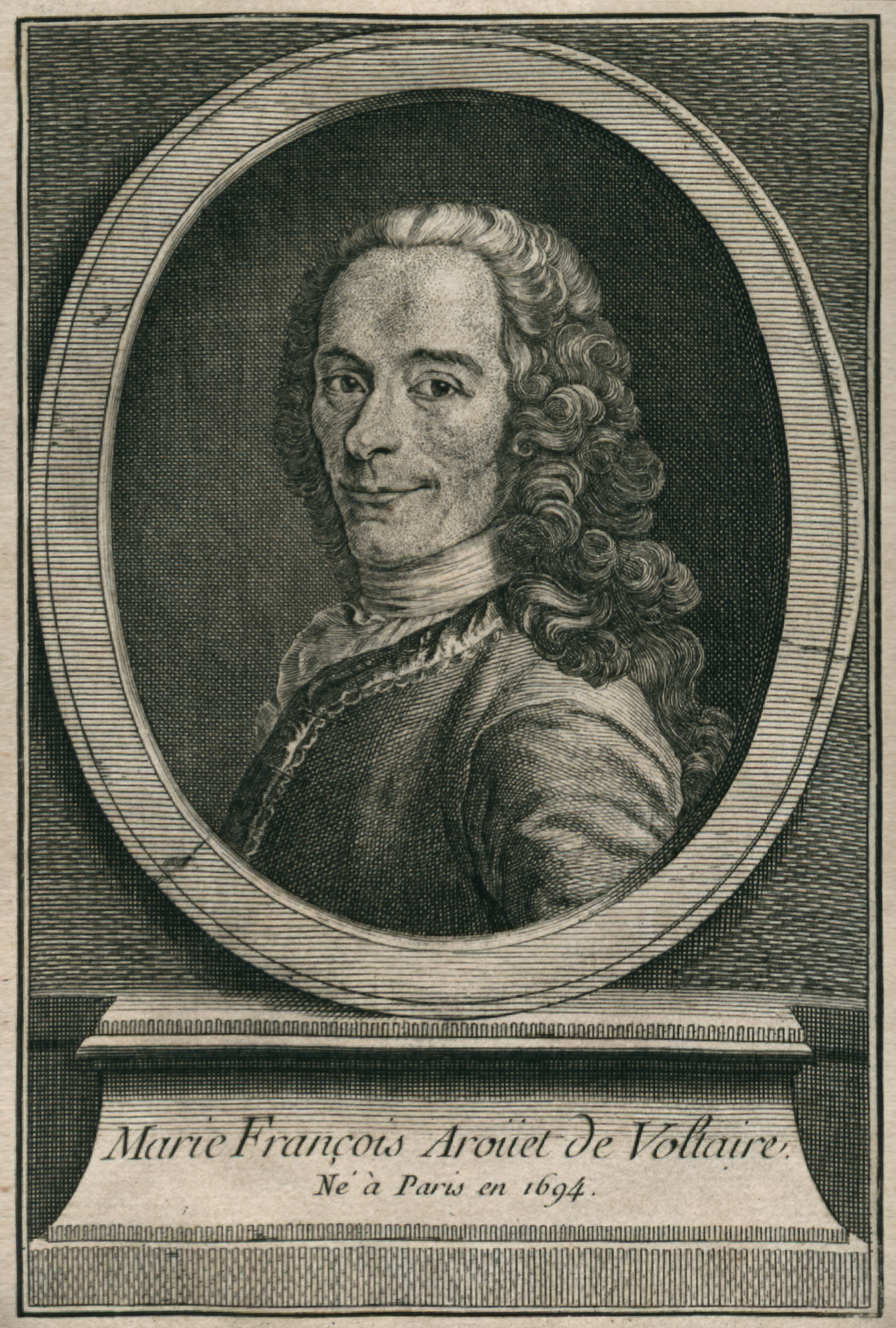
عناصر فلسفه نیوتن ، ۱۷۳۸

فرانسوا ماری آروئه (به فرانسوی: François Marie Arouet) که بعدها نام ولتر (به فرانسوی: Voltaire) را برگزید، در سال ۱۶۹۴ در پاریس زاده شد. هفت ساله بود که مادرش درگذشت. ولتر در خانواده‌ای دیندار بزرگ شد. او در مدرسه‌ی لویی کبیر زیر نظر مسیحیان آموزش دید و لاتین و یونانی را فراگرفت. بعدها، ایتالیایی، اسپانیایی و انگلیسی را هم آموخت و سلیس و روان به‌کار می‌برد. ولتر که عصیان‌گری از کودکی در او نمایان بود، برخلاف میل پدر که می‌خواست او حقوق‌دان شود، نویسندگی را در پیش گرفت. به انجمن تمپل پیوست و سپس به‌ شاگردی یکی از قاضیان دادگستری فرانسه درآمد. در سال ۱۷۱۸، نخستین تراژدی‌اش را منتشر کرد و پس از چندی جایزهٔ آکادمی فرانسه برد.
ولتر نویسنده‌ای با استعداد چندگانه و در بذله‌گویی و طعنه‌زنی بُرنده چیره‌دست بود. این بازگویه از او که «به‌دست‌گرفتن قلم، به‌جنگ‌رفتن است»، دیدگاهش را درباره نوشتن به‌خوبی نشان می‌دهد.

## زندان و تبعید
سال ۱۷۱۵، ولتر اشعاری برضد فیلیپ دوم از خاندان اورلئان سرود که به زندانی شدنش در قلعه‌ی باستیل انجامید. در ایام زندان بود که نام مستعار ولتر را برای خود برگزید. وی یازده ماه در زندان بود و سرانجام با تلاش دوستان و هوادارانش آزاد شد. چنان در زندان ضعیف شده‌بود که دیگر شبیه آدمیزاد نبود، گرچه هنوز روحیه‌ای استوار داشت. 
پس‌از چندی سلامتش را بازیافت و بی‌پرواتر به جنگ مخالفان آزادی و آگاهی رفت. حاکمان فرانسه هم به او اهانت می‌کردند و تا آنجا پیش رفتند که به او تهمت بدبینی زدند و اوباش را به جانش انداختند. در همان زمان، آدرین لوکوورر، هنرپیشهٔ معروف تئاتر، در بستر مرگ بود. به سنت مسیحیان، کشیشی به بالین وی آوردند؛ اما کشیش برخلاف آیین مسیح، هنرپیشگی را ننگین شمرد و برایش طلب استغفار کرد. 
وقتی از افکارش آگاه شد، او را با خشم ترک کرد و به تحریک کلیسا، پلیس هم از دفن او خودداری نمود و جسدش را با آهک و زباله سوزاندند. ولتر که شاهد این رویداد بود، یکباره خشمگین شد و گفت «کسی که می‌گوید با من هم‌عقیده شو وگرنه خدا تو را نفرین خواهد کرد، به کسی می‌ماند که به من می‌گوید با من هم‌عقیده شو وگرنه تو را خواهم کشت.» حکمرانان فرانسه که نتوانستند گفتار ولتر را تحمل کنند، او را برای بار دوم زندانی کردند و سپس از خاک فرانسه بیرون راندند. ولتر، در سال ۱۷۲۶.م رهسپار انگلیس شد.

## در تبعید
جامعهٔ انگلیس که به‌دنبال انقلاب صنعتی به مردم‌سالاری رسیده و از دیگر جوامع اروپایی جلوتر بود، بر ولتر سخت اثر گذاشت و او را مجذوب کرد. اقتدار پارلمان، استقلال دادگستری، محدودیت قدرت پادشاه، حرمت دانشمندان و هنرمندان و فلاسفه او را به شگفتی واداشت. ولتر، مراسم تدفین نیوتن و تشریفات ویژه‌ی آن را هیچ گاه از یاد نبرد.

## نمایش‌نامه‌ها
در سال ۱۷۲۳، ولتر منظومه آنریاد (به فرانسوی: La Henriade) را که دربارهٔ سلطنت هانری چهارم بود انتشار داد و در سال ۱۷۲۴، نمایشی را در پاریس روی صحنه برد. سال بعد، ولتر مجبور شد پاریس را ترک گفته و به انگلستان برود. در این زمان بود که با چند تن از شعرای انگلیسی آشنا شد و مقالاتی به انگلیسی منتشر کرد. او در سال ۱۷۲۹ به پاریس برگشت و تراژدی بروتوس (به فرانسوی: Brutus) را نگاشت و در سال ۱۷۴۸، نمایش‌نامهٔ سمیرامیس (به فرانسوی: Sémiramis) را در رقابت با حریفش، کره‌بییون، نوشت. ولتر ساده‌دل (به فرانسوی: Candide ou l'Optimisme) را در سال ۱۷۵۹ منتشر کرد که در اروپا بسیار محبوب شد. در سال ۱۷۷۶ به انتقاد از آثار شکسپیر پرداخت. قطعات ایرن (به فرانسوی: Irène) و آگاتوکل (به فرانسوی: Agathocle) در آن زمان نگاشته شده‌است.

## بازگشت به وطن
در سال ۱۷۲۹م، حکومت فرانسه به ولتر اجازه‌ی بازگشت داد. او که سی‌وپنج ساله بود، با تلاشی خستگی‌ناپذیر و با شوری قهرمانانه به خلق آثار ادبی و فلسفی پرداخت. از سوی دیگر، به پاره‌ای از قوانین کلیسا بی‌اعتنایی کرد و خشم کلیسا را برانگیخت. کلیسا او را گمراه و فاسدالاخلاق دانست و مردم را به دوری از نوشته‌هایش فراخواند؛ اما مردم همچنان به او تمایل داشتند، حتی برخی دربارهای اروپایی نیز او را دعوت کردند. اکاترینا ملکه روسیه، کریستیان هفتم، گوستاو سوم شاه سوئد و فریدریک بزرگ شاه پروس، بیش‌از دیگران اصرار می‌کردند. بااین‌همه، ولتر از آموزش‌دادن محروم بود، بارها کتاب‌های او را غیرقانونی دانستند، جمع‌ آوردند و سوزاندند. او را تعقیب می‌کردند. همچنین، ظاهرپرستان و صاحبان زر و زور در جهان، دشمن او بودند. 
۱۷۵۰ م، وقتی همسرش را، که نویسنده‌ای هوشمند بود، از دست داد، به دعوت فریدریش بزرگ، به پوتس‌دام در پروس رفت. فریدریش، ولتر را احترام کرد و می‌خواست او را از ملازمانش کند. اما ولتر که زرق‌وبرق مبتذل او را دید، کم‌کم از او فاصله گرفت، تااین‌که تصمیم به ترک پروس گرفت. اما فریدریش با او بد رفتار کرد و مرزها را بر او بست. ۱۷۵۵م، دولت ژنو به ولتر پناه داد؛ او در گوشه‌ای دورافتاده به نام فرنی خانه گزید. به‌زودی بسیاری از پناهندگان سیاسی و فراریان از چهار گوشه اروپا دور او جمع شدند و خانه او را سرای بی‌پناهان کردند. وقتی چنین شد، ولتر در نیایش زمزمه می‌کرد که «خدا مرا از شر دوستانم نگاه دارد، که من خود از عهده دشمنان برمی‌آیم!» 
میان اطرافیان ولتر، از همه گروه‌ها، به‌ویژه برخی صنعت‌گران بودند. ولتر که تصمیم گرفته‌بود نزدیک خانه‌اش، تولیدی راه بیندازد، آنها را برآن داشت ساعت بسازند. این‌گونه، دهکده محل سکونتش گسترش یافت و شهرک «فِرنی-ولتر» زاده‌شد. ولتر، بیست سال در ژنو ماند و با یاران خود به تجارت و ساعت‌سازی پرداخت، گرچه از کارهای فلسفی و ادبی هم دست‌ برنداشت؛ از همه مهم‌تر، به مبارزات اجتماعی‌اش هم ادامه داد.

## معشوقهٔ فرهیخته
۱۷۳۴ میلادی، ولتر پس از سوزانده‌شدن «نامه‌های فلسفی انگلیسی» بار دیگر از فرانسه گریخت و به عمارت شاتو دو سیرِی (Château de Cirey) در منطقه‌ای مرزی رفت. آنجا با امیل دوشاتل، که همسر مارکیز صاحب آن عمارت بود و ۱۲ سال از او کوچک‌تر، وارد رابطه شد. عشق افلاطونی آن‌ها ۱۶ سال طول کشید. آن دو باهم، ۲۱ هزار کتاب جمع‌ آوردند و خواندند، که بی‌سابقه است. شرح این عشق در «ولتر عاشق» از Nancy Mitford آمده‌است.

## لرزش ایمان
۱۷۵۵، یکی از بدترین فجایع طبیعی قرن هجدهم روی داد؛ زمین‌لرزه لیسبون، که بیش از بیست‌هزار نفر را درجا به کام مرگ کشید. این شهر، نه‌تنها بر اثر زمین‌لرزه، بلکه در اثر سونامی پس‌از آن و سپس آتشی که روزها زبانه می‌کشید، نابود شد. این رنج و نیستی، سبب سستی ایمان ولتر به خدا شد. او نمی‌توانست درک کند چطور اتفاقی این‌چنین، ممکن است بخشی از طرحی بزرگ‌تر در هستی باشد. او گستردگی این درد و رنج را درک نمی‌کرد. چرا خدای عادل باید بگذارد چنین فاجعه‌ای رخ دهد؟ این را هم درک نمی‌کرد که چرا لیسبون باید هدف چنین حادثه‌ای باشد؟ چرا آن‌جا و نه جای دیگر؟! این اندیشه‌ها، پایه‌های ایمان او را سست‌تر از پیش کرد.

## اسلام
دیدگاه ولتر در مورد اسلام عموماً منفی بود و او کتاب مقدس اسلام یعنی قرآن را خلاف قوانین فیزیک دانست. ولتر در نامه‌ای به فردریک دوم پروس در سال ۱۷۴۰ به محمد وحشیگری‌ای نسبت می‌دهد که «مطمئناً هیچ‌کس نمی‌تواند آن را توجیه کند» و نشان می‌دهد که پیروان او از خرافات سرچشمه می‌گیرند. ولتر ادامه داد: «اما اینکه یک  شتربان در روستای خود آئینی می‌سازد، که در اتحاد با برخی از پیروان بدبخت، آنها را متقاعد می‌کند که با فرشته جبرئیل صحبت می‌کند و به این می‌بالد که به بهشت برده می‌شود، جایی که او خود آن را ساخته است. قرآن، این کتاب نامفهوم که هر صفحه آن عقل سلیم را به لرزه در می‌آورد، را پاره کنید؛ محمد برای ادای احترام به این کتاب، کشورش را به سمت جنگ حرکت می‌دهد؛ و سر مردان را می‌برد و زنان را اسیر می‌کند؛ که به شکست خوردگان تقدیم کند. انتخاب دین یا مرگ: مطمئناً این چیزی نیست که هر کس بتواند آن را توجیه کند، اگر خرافات تمام نور طبیعی را در او خاموش نکرده باشد.»

## بلوای ژان کالاس
۱۷۶۲م، کاتولیک‌های متعصب تولوز، به‌دنبال کشتن ۴۰۰۰ نفر به‌ بهانه مرتد بودن، جشن گرفتند. شایعه شد یک جوان پروتستان پس‌از کاتولیک‌شدن، از سوی پدرش (ژان کالاس) کشته شده‌است. کلیسا و حکومت هم دخالت کرده، پدر را کشته و خانواده‌ را آزار داده‌بودند. خبر این فاجعه دردناک، ولتر را چنان برآشفت که با همه قدرت به کلیسا و دربار فرانسه حمله کرد. به‌دنبال مبارزهٔ خستگی‌ناپذیر او و به دستور پادشاه فرانسه، پرونده قتل جوان بار دیگر به جریان افتاد و خانواده، بی‌گناه اعلام شد. پس از آن، ولتر هم‌واره در پاس‌داشت حقوق انسانی اروپاییان تلاش می‌کرد.
ولتر، ۱۷۷۷م راهی فرانسه شد. در مرز فرانسه از بیم این‌که نوشته‌هایش به فرانسه نرسد، همه کالسکه‌ها و وسائل او را بازرسی کردند، اما ولتر، مختصر توضیح داد که « این‌جا جز من، چیز دیگری که قاچاق باشد، نیست!» شهرت و احترام ولتر مانع شد که حکومت فرانسه او را دنبال کند، بنابراین مردم فرانسه، آزادانه از ولتر استقبال کردند.

## تاریخ‌نگاری
ولتر اثر شگرفی بر تاریخ‌نگاری با درپیش گرفتن رویکردهایی تازه در نگاه‌ به‌ گذشته گذاشته‌است. از کتاب‌های تاریخی شناختۀ او می‌توان به عصر لویی چهاردهم (۱۷۵۱) و مقالاتی درباره سنت‌ها و روح ملت‌ها (۱۷۵۶) اشاره کرد. او سنت نقل وقایع دیپلماتیک و نظامی را شکست و بر آداب و رسوم، تاریخ اجتماعی و دستاوردهای هنر و علوم تأکید کرد. او نخستین کسی بود که تلاش جدی برای نوشتن تاریخ جهان کرد. در این راستا، او چارچوب الهیاتی را کنار گذاشت و بیشتر بر اقتصاد، فرهنگ و تاریخ سیاسی تأکید کرد. او اروپا را، به‌جای مجموعه‌ای از ملت‌ها، به عنوان یک کل در نظر گرفت، نخستین کسی بود که بر سهم تمدن شرق بر فرهنگ اروپای میانه تأکید کرد. ولتر یه پژوهندگان سفارش می‌کرد که هر چه را که با روند طبیعت تضاد داشت باور نکنند. گرچه او شر را لابه‌لای صفحات تاریخ می‌دید، اما بسیار باور داشت که خردورزی و آموزش توده بی‌سواد به پیشرفت خواهد انجامید.
از کارهای تحقیقی ولتر می‌توان تاریخ روسیه و فرهنگ فلسفی و عصر لویی چهاردهم و مقالاتی در باب سنن و روح ملت‌ها(۱۷۵۶) را نام برد. از دیگر آثارش، مرگ قیصر و دوشیزه اورلئان هستند.

## کاندید
مهم‌ترین اثر ولتر که امروزه او را بدان می‌شناسند، رمان کاندید (Candide) است. این کتاب که یک رمان کوتاه فلسفی است، دیدگاه خوش‌بینانهٔ بشر به جهان را که کسانی چون الکساندر پوپ و لایب‌نیتس تبلیغ می‌کردند (که دنیا، بهترین جهانِ ممکن برای زندگی‌ست که خداوند می‌توانسته بیافریند) به سُخره می‌گیرد. زیرکی ولتر در این بود که نام خود را از عنوان‌ها کتاب حذف کرد، وگرنه بار دیگر به‌سبب تمسخر باورهای دینی زندانی می‌شد.

## فیلسوف ثروت‌مند
ولتر، برخلاف دیگر فیلسوفان که بیشترشان در فقر می‌زیستند، ثروت‌مند بود. در جوانی عضو سندیکایی بود که با پی‌بردن به نقطه‌ضعفی در بخت‌آزمایی دولتی، همه بلیت‌های آن را خرید و صاحب ثروت زیادی شد.

## دیانت از نگاه ولتر
ولتر، مانند بیشتر اندیشمندان عصر روشنگری، با دلایل عقلانی، و نه دیانت برآمده از تعالیم مسیح که اجرای آن بر دوش کلیسا بود، به خدا باور داشت. ازاین‌رو، او خداباور به‌شمار می‌آمد. او بر آن نبود که ایمان مطلق برای اعتقاد به خداوند، ضروری‌ست. ولتر چنین می‌نگارد: «ایمان چیست؟ باور بدان است که کدام‌یک، بدیهی است؟ نه! در ذهن من کاملاً روشن است که هستی‌، ضروری، ذاتی، ابدی و هوشمند است. و این، ایمان نیست؛ بلکه عقلی است.» اما بیشتر، او را به‌سبب مخالفت با کلیسای کاتولیک، خداناباور دانسته‌اند و گفته‌ای از ولتر را، که «اگر خدایی هم نمی‌بود، می‌بایست او را ساخت» برشمرده‌اند، اما با توجه به نامه‌ها و نوشته‌های ولتر می‌توان نگرش راستین او را به خدا مشاهده کرد. نقل است که او گفته «تنها آسمان بالای سرم و ستارگان در شب برای من کافی‌ست تا بدانم خدایی هست.»

## بیماری
ولتر، فوریه ۱۷۷۸، پس از ۲۸ سال به پاریس بازگشت. قصد داشت در تمرین نمایش ایرن حاضر باشد. پس از سال‌ها دوری، این بازگشت با استقبال زیاد هوادارانش روبه‌رو شد. این سفر به بیماری ولترِ ۸۴ ساله انجامید. مارس، او بهبودی نسبی یافت و ۳۰ مارس، از فرهنگستان فرانسه بازدید کرد. این بازدید با شور و استقبال حاضران همراه بود. می آن سال، بیماری او به وخامت گرایید. برخی دشمنان او می‌گفتند که بیماری ولتر در روزهای منتهی به مرگ او، با درد زیادی همراه بوده‌است؛ حال آنکه دوستانش می‌گفتند که او تا لحظه آخر، جسور ماند. شایعات زیادی از سوی دوستان و دشمنانش در چگونگی مرگ و آخرین گفته‌ها و کرده‌های او پراکنده شد.

## آخرین ساعت زندگی و مرگ
ولتر در برابر سه کشیش مقاومت می‌کند و خود را به هذیان‌گویی می‌زند. کشیش در آخرین سؤال، از او که در حال مرگ بود می‌پرسد، «آیا به خدای عیسی مسیح ایمان داری»؟ ولتر مشتی بر سر فرساک زده و به او می‌گوید: «بگذارید راحت بمیرم!»
از معروف‌ترین داستان‌هایی که از هنگام مرگ از او نقل شده، این است که در پاسخ به کشیشی که از او خواست تا از شیطان دوری بجوید، ولتر به طعنه گفت «اکنون برای دشمنِ جدید تراشیدن، مناسب نیست» که هرچند به نظر می‌رسد از جوکی که در روزنامه ماساچوست در ۱۸۵۶.م انتشار یافت و گفته می‌شود به احتمال از سال ۱۹۷۰، به ولتر نسبت داده شده‌است.

## خاک‌سپاری پنهانی
ولتر، ۳۰ مه ۱۷۷۸ درگذشت. به‌سبب عقاید ضدکلیسایی ولتر، مقام‌های کلیسا قصد داشتند او را از آیین خاکسپاری مسیحی محروم کنند. برای همین، پس از مرگ،  دوستانش بی‌درنگ پیکرش را به کلیسایی محلی بردند و آداب خاک‌سپاری مسیحی را کامل به‌جای آوردند. ساعت ۱۱ شب و در سایه تردستی کشیش مهربانی به نام «مینگو» پیکرش، شبانه و پنهانی  در صومعه «سلی یر» به خاک سپرده شد. فرمان ممنوعیت مراسم مذهبی خاک‌سپاری ولتر پس از اجرای مراسم به این کلیسای محلی رسید. پس از انقلاب فرانسه، بقایای جسد ولتر، ۱۷۹۱، به پاریس آورده و باشکوه تشییع شد.
۱۷۹۱، مجمع ملی انقلاب فرانسه، لویی شانزدهم را واداشت بگذارد پیکر ولتر به پانتئون آورده شود. روی سنگ قبر ولتر، نوشته شده‌است «این‌جا ولتر آرمیده‌است».

## میراث ولتر
سراسر زندگی ولتر، انسان‌دوستی بوده‌است و می‌توان زندگی او را چنین خلاصه کرد: «با پندارهای سست‌بنیاد مردم مخالفت می‌کرد ولی با جان و دل از حقوق انسانی آن‌ها دفاع می‌کرد، منادی عصر درخشانی بود که در تاریخ تمدن «عصر خرد» نام گرفته‌است. به‌نام خرد ندا درداد که: ای انسان‌ها! به اندیشیدن خو بگیرید؛ زیرا هرگاه ملتی به اندیشیدن خو گرفت هیچ‌چیز نمی‌تواند آن را از پیش‌رفت بازدارد.» به او در فرانسه، به عنوان مبارزی دلیر در تلاشی خستگی‌ناپذیر در راه حقوق مدنی، دادرسی عادلانه و آزادی مذهب، و محکوم کردن بی‌عدالتی و عوام‌فریبی، افتخار می‌کنند.

## نام
ولتر با پدرش روابط خوبی نداشت. چرا که پدر او با حرفه‌ی ادبی فرانسوا مخالف بود و ترجیح می‌داد تا او در زمینه‌ی علوم حقوقی مشغول به کار و تحصیل شود. او برای اینکه مخالفت خود با پدرش را به نمایش بگذارد، تصمیم گرفت تا نام خانوادگی خود را کنار بگذارد و پس از اتمام نوشتن اولین نمایشنامه‌اش نام “ولتر” را برای خود برگزید. برخی ادعا می‌کنند که این نام از نام یک قلعه خانوادگی گرفته شده است.